# Alison Oliver
Alison Oliver (nascida em 3 de junho de 1997) é uma atriz irlandesa. Ela é conhecida por seu papel no filme Saltburn, bem como seu papel de estreia como Frances na minissérie Conversations with Friends (2022) da BBC Three e Hulu, e foi nomeada em "10 atores para assistir" ' Variety em 2023.

## Vida
Alison Oliver nasceu em Ballintemple, Cork, antes de se mudar para Blackrock quando era jovem. A mãe é assistente social e o pai trabalhava no comércio automóvel. Frequentou a Scoil Mhuire, uma escola particular em Cork, e teve aulas de teatro, canto e dança na The Performer's Academy e na Cork School of Dance. Ela se inscreveu na escola de teatro do Trinity College Dublin, The Lir Academy, mas foi convidada primeiro para fazer um curso básico de um ano em Atuação e Teatro. Ela fez o teste novamente após concluir o curso, graduando-se como Bacharel em Atuação em 2020.

## Carreira
Alison conseguiu seu primeiro papel na televisão como Frances Flynn em Conversations with Friends, uma adaptação de minissérie do romance homônimo de estreia de Sally Rooney em 2017, desenvolvido pela Element Pictures para BBC Three e Hulu . Ela recebeu a notícia de que havia sido escalada para a minissérie na manhã seguinte à sua formatura na escola de teatro.
Oliver fez sua estreia nos palcos de Londres em Women, Beware the Devil no Almeida Theatre em fevereiro de 2023, e em abril de 2023 está estrelando Dancing at Lughnasa no National Theatre .
Em 2023, ela apareceu na minissérie dramática da BBC One, Best Interests .
Sua estreia no cinema foi em Saltburn, escrito e dirigido por Emerald Fennell .

## Vida pessoal
Oliver está namorando o colega ator e ex-colega de faculdade, Éanna Hardwicke . Ela é vegetariana. Ela está atualmente morando em Dalston, Londres, com sua irmã.

## Filmografia
Longa metragem
| Ano  | Título    | Papel          |
| ---- | --------- | -------------- |
| 2023 | Saltburn  | Venetia Catton |
| ASA  | The Order | ASA            |

Televisão
| Ano  | Título                     | Papel         | Notas           |
| ---- | -------------------------- | ------------- | --------------- |
| 2022 | Conversations with Friends | Frances Flynn | Papel principal |
| 2023 | Best Interests             | Katya         |                 |